# Gyroscala statuminata
Gyroscala statuminata é uma espécie de molusco gastrópode marinho da família Epitoniidae, na ordem Caenogastropoda. Foi classificada por G. B. Sowerby II, em 1844, e descrita originalmente como Scalaria statuminata, no texto "Monograph of the genus Scalaria"; publicado em Thesaurus Conchyliorum. Vol. 1 (4): 83bis-108bis, pls 32-35. London; sendo distribuída do oeste do México (Mazatlán) até o Peru, no oceano Pacífico. Esta espécie já pertenceu ao gênero Epitonium.

## Descrição da concha
Possui uma concha turriforme, de branca a cinzenta, com voltas de contornos arredondados e abertura circular e sem canal sifonal, com relevo dotado de projeções lamelares em sua espiral; atingindo até os 3 centímetros de comprimento.